# Библиотека Васконселос
Библиотека Васконселос (исп. Biblioteca Vasconcelos, Библиотека имени Хосе Васконселоса) — библиотека в северной части Мехико.
Посвящена философу Хосе Васконселосу, бывшему министром образования, кандидатом в президенты, президентом Национальной Библиотеки Мексики. Площадь библиотеки 38000 квадратных метров; первоначально запланированная стоимость строительства 954 млн песо (около 98 млн долл.). Конгресс Мексики предложил планировал сократить бюджет 2006 года, включавший сокращения для всех трех ветвей власти. Партия национального действия представила альтернативный бюджет, который сохранял долю для Enciclomedia и библиотеки Васконселоса.
Тогдашний Президент Мексики Висенте Фокс открыл библиотеку 16 мая 2006 года, и заявил, что это одно из самых передовых сооружений 21-го века, о котором будут говорить во всем мире.
Библиотеку пришлось закрыть в марте 2007 года из-за строительных дефектов. Главный аудитор Федерации выявил 36 строительных нарушений и внёс 13 ходатайств об ответственности для государственных служащих федерального правительства. Среди обнаруженных нарушениях была неправильная установка мраморных блоков на сумму 15 млн песо (около 1,4 миллиона долларов).
Библиотека расположена в центре города delegación Куаутемок у железнодорожного вокзала Буэнависта, где расположен узел метро, пригородного поезда и метробуса. Его украшают несколько скульптур мексиканских художников, в том числе Ballena (Кит) Габриэля Ороско, расположенный в центре здания.
Во время правления Кальдерона были продолжены инвестиции на восстановление библиотеки в размере 32 млн песо (около$3 млн).
Библиотека была вновь открыта для публики в ноябре 2008 года после 22-месячного перерыва в работе.

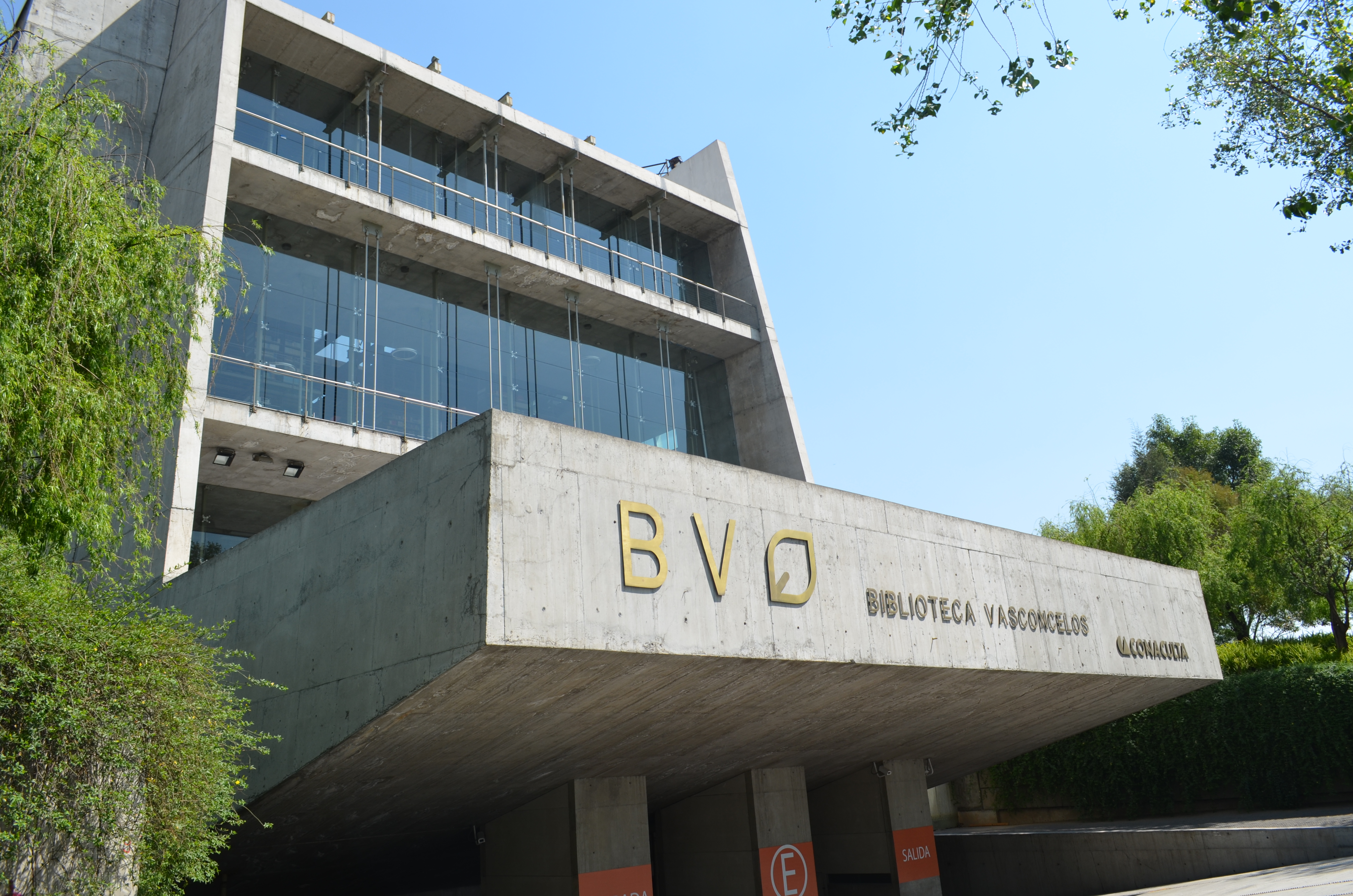
Фасад библиотеки
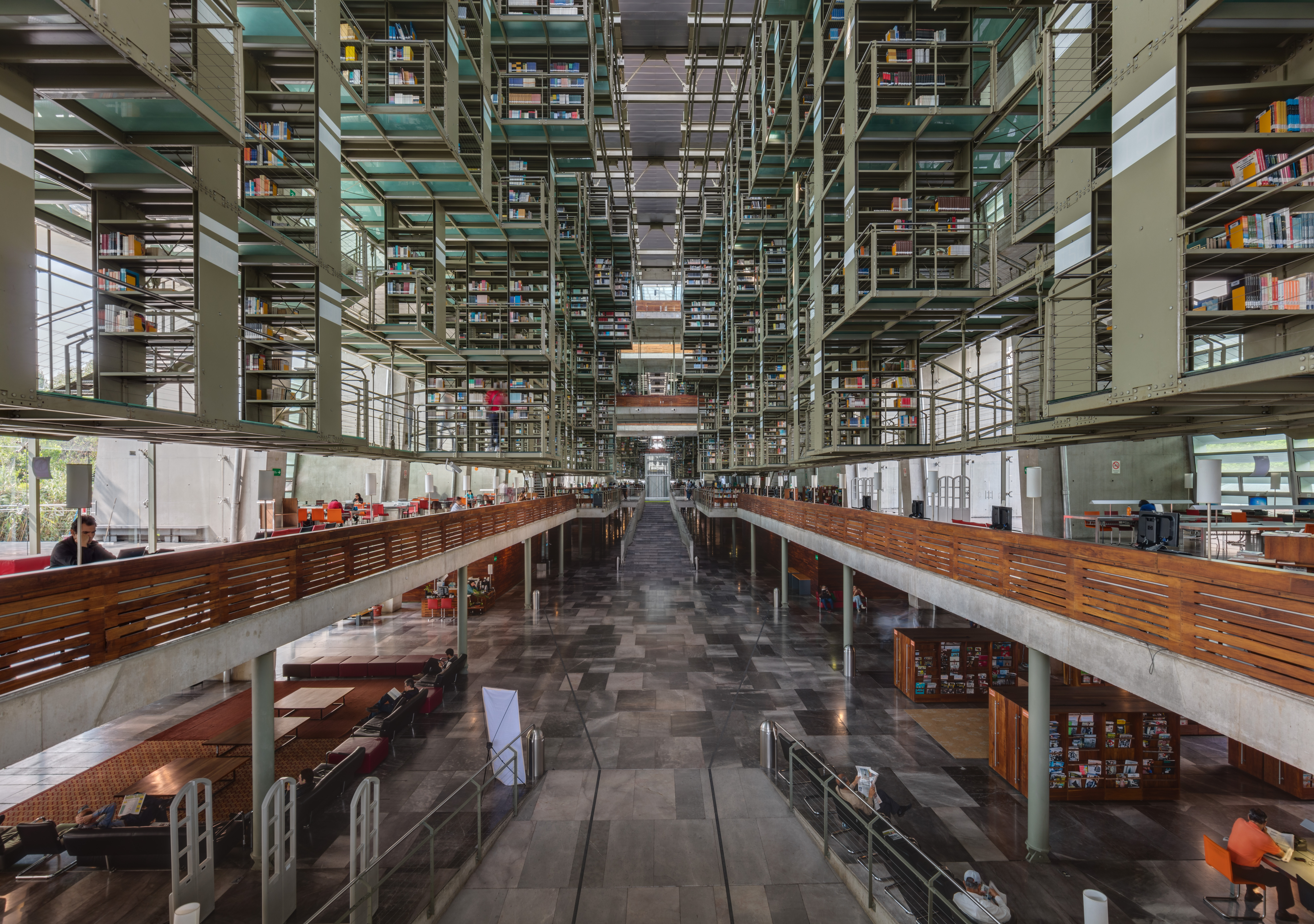
Интерьер, фото сделано во время Викимании-2015
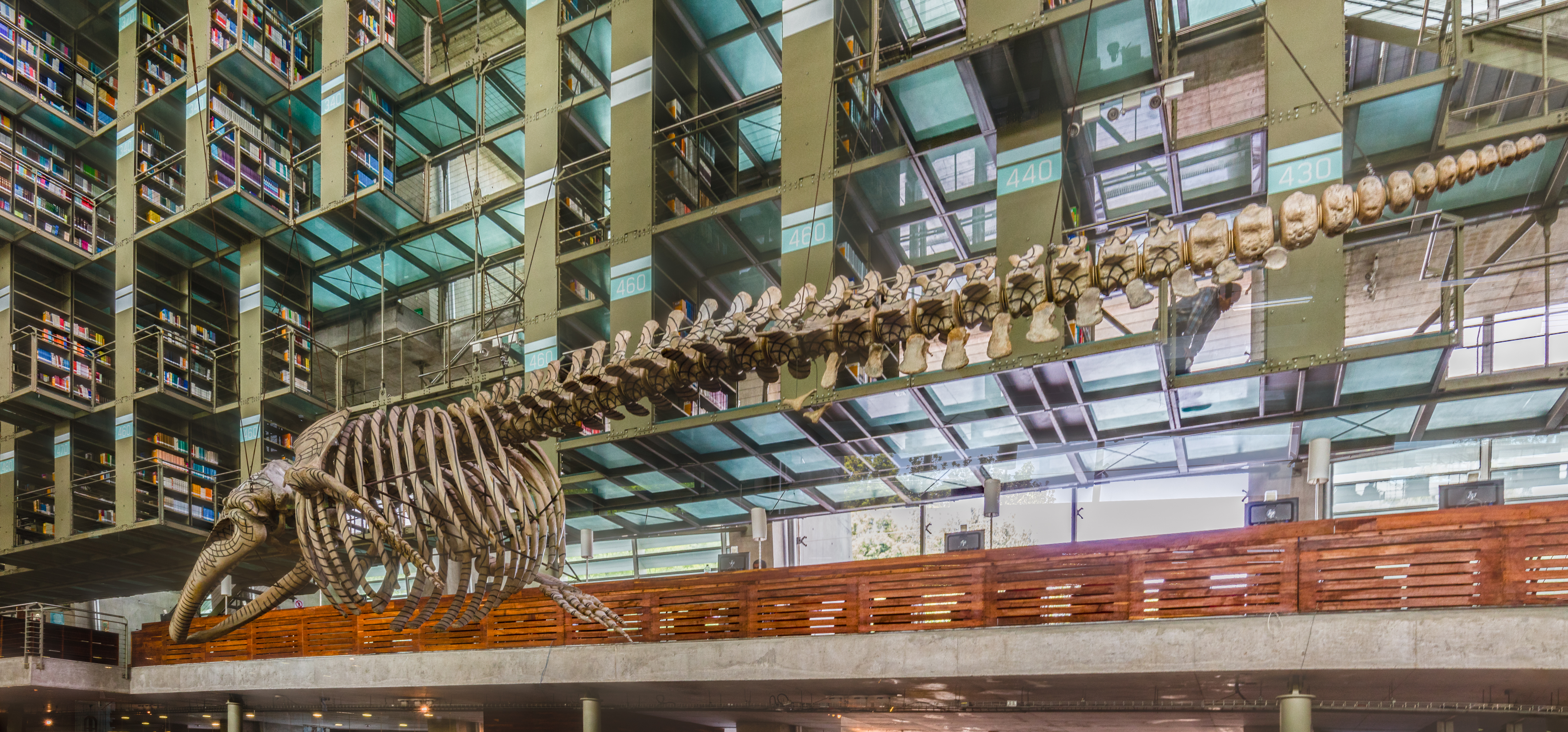
Гэбриэль Ороско — Ballena (Кит).

## Архитектура
Победивший проект для здания библиотеки принадлежит мексиканскому архитектору Альберто Калачу.